# Colona merguensis
Colona merguensis är en malvaväxtart som först beskrevs av Jules Émile Planchon och Maxwell Tylden Masters, och fick sitt nu gällande namn av Karl Ewald Maximilian Burret. Colona merguensis ingår i släktet Colona och familjen malvaväxter. Inga underarter finns listade i Catalogue of Life.